# Босуорт, Кейт
Кэ́трин Энн «Кейт» Бо́суорт (англ. Catherine Ann «Kate» Bosworth; род. 2 января 1983) — американская киноактриса и фотомодель.

## Биография
Родилась 2 января 1983 года в Лос-Анджелесе. Кейт — единственный ребёнок в семье домохозяйки Патрисии Поттер и одного из руководителей сети магазинов Talbots Хэла Босуорта. У Кейт Босуорт врождённая секторная гетерохромия: левый глаз голубой, а правый наполовину карий.
В возрасте 6 лет семья Кейт переехала из Сан-Франциско из-за профессиональной деятельности отца. В основном она росла на Восточном побережье, Массачусетсе и Коннектикуте.
В детстве Босуорт мечтала стать профессиональной наездницей. В 14 лет она получила чемпионский титул в конном спорте. Босуорт изучала французский язык в школе Cohasset High School, где также выступала за футбольную команду и за команду по лякроссу.
Актёрская карьера Босуорт началась в 1998 году с картины Роберта Редфорда «Заклинатель лошадей». Продюсеры фильма подыскивали актрису, умеющую ездить на лошади, и она получила эту роль.
В январе 2008 года Кейт Босуорт стала новым лицом Calvin Klein Inc.
В 2010 году Босуорт в содружестве со стилисткой Шер Коултер запустила линию ювелирных украшений JewelMint, выступив её дизайнером.

## Личная жизнь
В конце 2000 года была принята в Принстонский университет, но позже из-за значительных перерывов в учёбе была отчислена. Она является членом добровольной организации Appalachia Service Project.
С конца 2002 года встречалась с Орландо Блумом. В 2006 году они разошлись. Затем, начиная с сентября 2006 года, актриса встречалась с британской моделью и музыкантом Джеймсом Руссо после того, как они познакомились после вечеринки у Марка Джейкобса. Для неё Руссо написал песню «To Make You Mine».
Также встречалась с актёром Александром Скарсгардом.
В июле 2011 года начала встречаться с режиссёром Майклом Полишем. В августе 2012 года пара объявила о своей помолвке. 31 августа 2013 года пара поженилась на ранчо Рок Крик, Филипсбург, штат Монтана. В августе 2021 года она объявила о разводе с Полишем. Они официально развелись в марте 2023 года . С 2023 года в браке с Джастином Лонгом.
Кейт говорит, что хотя конный спорт — её хобби, она не может им заниматься, так как существует риск получения травмы, которая помешает её актёрской карьере.

## Фильмография
| Год       |     | Русское название        | Оригинальное название         | Роль                    |
| --------- | --- | ----------------------- | ----------------------------- | ----------------------- |
| 1998      | ф   | Заклинатель лошадей     | The Horse Whisperer           | Джудит                  |
| 2000      | с   | Молодые американцы      | Young Americans               | Белла Бэнкс             |
| 2000      | ф   | Вспоминая Титанов       | Remember the Titans           | Эмма Хойт               |
| 2000      | ф   | Новоприбывшие           | The Newcomers                 | Кортни Дочерти          |
| 2002      | ф   | Голубая волна           | Blue Crush                    | Энн Мари Чедвик         |
| 2002      | ф   | Правила секса           | The Rules of Attraction       | Келли                   |
| 2003      | ф   | Уондерленд              | Wonderland                    | Даун Шиллер             |
| 2003      | кор |                         | Advantage Hart                | Тринити Монтаж          |
| 2004      | ф   | Свидание со звездой     | Win a Date with Tad Hamilton! | Розали Фатч             |
| 2004      | ф   | У моря                  | Beyond the Sea                | Сандра Ди               |
| 2005      | ф   | Игра слов               | Bee Season                    | Чали                    |
| 2006      | ф   | Возвращение Супермена   | Superman Returns              | Лоис Лейн               |
| 2006      | ки  | Superman Returns        | Superman Returns              | Лоис Лейн               |
| 2007      | ф   | Девушка в парке         | The Girl In The Park          | Луиза                   |
| 2008      | ф   | Двадцать одно           | 21                            | Джилл                   |
| 2010      | кор |                         | Death Bed Subtext             | дочь                    |
| 2010      | ки  |                         | CR: Superman Returns          | Лоис Лейн               |
| 2010      | кор | Идиоты                  | Idiots                        | Мэгги                   |
| 2010      | ф   | Путь воина              | The Warrior's Way             | Линн                    |
| 2011      | ф   | Спокойной ночи, Луна    | Little Birds                  | Бонни Мюллер            |
| 2011      | ф   | Родственнички           | Another Happy Day             | Элис                    |
| 2011      | ф   | Лучшие друзья и ребёнок | L!fe Happens                  | Дина                    |
| 2011      | ф   | Соломенные псы          | Straw Dogs                    | Эми Самнер              |
| 2012      | ф   | Остров смерти           | Black Rock                    | Сара                    |
| 2012      | ф   | Пока мы были здесь      | And While We Were Here        | Джейн Бирн              |
| 2013      | ф   | Биг-Сур                 | Big Sur                       | Билли                   |
| 2013      | ф   | Последний рубеж         | Homefront                     | Кэсси Бодин Клум        |
| 2013      | ф   | Муви 43                 | Movie 43                      | Арлин                   |
| 2014      | ф   | Всё ещё Элис            | Still Alice                   | Анна Хаулэнд-Джонс      |
| 2014      | ф   | Страдающий амнезией     | Amnesiac                      | женщина                 |
| 2015—2016 | с   | Больше чем искусство    | The Art of More               | Роксанна Уитмен         |
| 2015      | ф   | Сомния                  | Before I Wake                 | Джесси                  |
| 2015      | ф   | 90 минут на небесах     | 90 Minutes in Heaven          | Ева Пайпер              |
| 2015      | ф   | Жизнь на грани          | Life on the Line              | Бейли                   |
| 2015      | ф   | Скорость: Автобус 657   | Heist                         | Сидни                   |
| 2017      | с   | Британские СС           | SS-GB                         | Барбара Барга           |
| 2017      | ф   | Нона                    | Nona                          | детектив                |
| 2017      | с   | Долгая дорога домой     | The Long Road Home            | Джина Деноми            |
| 2018      | ф   | Местные                 | The Domestics                 | Нина Уэст               |
| 2019      | ф   | У дьявола есть имя      | The Devil Has a Name          | Гиги Катлер             |
| 2019      | с   | Земля I                 | The I-Land                    | Кей Си                  |
| 2020      | ф   | Сила стихии             | Force of Nature               | Трой Барнет             |
| 2021      | ф   | Дикий индеец            | Wild Indian                   | Грета Питерсон          |
| 2022      | ф   | Безупречная комната     | The Immaculate Room           | Кейт Фрит               |
| 2022      | ф   | Дом тьмы                | House of Darkness             | Мина Мюррей             |
| 2022      | ф   | Прогулки вдвоём         | Along for the Ride            | Хайди                   |
| 2022      | ф   | Варвар                  | Barbarian                     | Мелиса                  |
| 2022      | ф   | Барракуда               | The Enforcer                  | Эстель                  |
| 2022      | с   |                         | Bring the Dancing Horses      | исполнительный продюсер |
| 2023      | ф   | Взломщик                | The Locksmith                 | Бет Фишер               |
| 2023      | ф   | Рубеж выживания         | Last Sentinel                 | Кэссиди                 |
| 2023      | ф   |                         | Carrier                       | Сара Пирсон             |
| 2023      | ф   | Время расплаты          | Confidential Informant        | Анна Моран              |
| 2024      | ф   |                         | Bunker                        | Трисса                  |

## Признание и награды
- В 2005 году заняла 38 место в списке журнала Maxim «Hot 100 of 2005» и 60 место в списке журнала FHM «100 Sexiest Women in the World 2005».
- В 2006 году заняла 8 место в списке журнала Maxim «Hot 100 of 2006» и 69 место в списке журнала FHM «100 Sexiest Women in the World 2006».
- В 2008 году заняла 76 место в списке журнала Maxim «Hot 100 of 2008».